# Руслан Майнов
Руслан Майнов (болг. Руслан Мъйнов); нар. 15 листопада 1976, Ізмаїл — болгарський співак та актор з України.

## Біографія
Народився 15 листопада 1976 в місті Ізмаїл, Україна. У Болгарії проживає з 9 вересня 1994. У 1998 закінчив Національну академію. Актор у телевізійних постановках «Хъшове» та «Шоуто на Слави», а також один з акторів «Господари на ефира». А в 2007 включений до складу команди телевізійного шоу «Комедіанти», що виходило в ефір щосуботи о 22:00.
Майнов брав участь у десятках театральних постановок і випустив п'ять музичних альбомів.
У 2008 брав участь в болгарському дубляжі мультфільму «Хортон», прем'єра якого відбулася в Болгарії 25 квітня.

## Дискографія

### Студійні альбоми
- Балкан-кан-кан (1999)

1. Балкан-кан-кан
2. Що така бе, Миме
3. Още миг моя …
4. Калимера
5. Ела, тъга
6. Близалка
7. Магия зла
8. Big Pig Skandale (Прасета)
9. Хайде да не спим
10. Сълзите на майките ни

- Дърпай шалтера (2000)

1. Дърпай шалтера
2. Зет заврян
3. Забрави
4. Самба текила
5. Налей ми, циганко
6. Ти ми беше храм
7. Горчива луна
8. Мила моя, мили мой (дует с Деси Слава)
9. Горе на черешата
10. Тъпа овца
11. Заблеяло ми агънце
12. Горчива луна (инструментал)

- Аз не съм (2001)

1. Аз не съм
2. Истинска
3. Газ до ламарина
4. За последен път
5. Това не е игра
6. Докога бе, Миме
7. Дърт козел млада върба лющеше
8. Дай да пиеме
9. Защо
10. Неизпят молебен
11. Не си отивай
12. Хит микс
13. Аз не съм (сингбег)
14. Не си отивай (сингбег)

- Ламята (2004)

1. Качвай се на самолета
2. Да се накълвем
3. Парче от мен
4. Катеричка рунтавелка
5. Във градинка на боклук
6. Искам да забравя
7. Винаги готов
8. Ситуация критична
9. За теб
10. И както казах
11. Ситуация критична (ремикс)

- Руслан Мъйнов пее любими руски песни (2014)

1. Парамела
2. От зари до зари
3. Андро вердан (Хоп, хоп, хоп)
4. Цигане любят
5. Нане цоха
6. Матушка
7. Дорогой длинною
8. Стаканьчики
9. Очи чёрные
10. Поручик Галицин

### Компіляції
- The Best (2002)

### Інші пісні
- Черно на бяло (дует с Таня Боева) (2004)
- Там, там, там (2007)
- Всички права запазени (дует с Таня Боева) (2007)
- Една жена (2008)

## Музичні виступи

### Участь в концертах та фестивалях
- Турне «Гласове срещу наркотиците» 1999 — изп. «Що така бе, Миме» и «На Таркан близалката»
- Турне «Новите варвари» 2001 — изп. «Горе на черешата» и «Аз не съм»
- Златният мустанг 2001 – изп. «Не си отивай», «Газ до ламарината», «Аз не съм» и «Мила моя, мили мой»
- Награди на списание «Нов фолк» за 2001 г. — изп. «Дърт козел млада върба лющеше»
- 1 година телевизия «Планета» — изп. «Само една»

### Участь у телевізійних програмах
- Програма «София Ленд» — изп. «Само една»